# Якини, Джузеппе
Джузеппе Якини (итал. Giuseppe Iachini; род. 7 мая 1964, Асколи-Пичено, Марке) — итальянский футболист и футбольный тренер.

## Карьера

### Тренерская
14 ноября 2011 года был назначен главным тренером «Сампдории», заменив Джанлуку Атцори на посту. Контракт был подписан до конца сезона с возможностью продления, при условии попадания в Серию А. Дебютировал в матче с «Бари», где команды сыграли вничью 1:1. В итоге занятое 6-е место дало право участвовать в плей-офф за выход в Серию А. Преодолев сначала по сумме двух матчей «Сассуоло», команда одолела «Варезе» в финальном двухматчевом противостоянии. Таким образом вслед за «Торино» и «Пескарой» третьей командой поднявшейся в элитный дивизион в сезоне 2011/12 стала «Сампдория».
17 декабря 2012 года назначен главным тренером «Сиены». Сменил на этом посту Серсе Косми.
19 мая 2016 года назначен главным тренером «Удинезе». Контракт подписан на 2 года. 2 октября 2016 года уволен через день после домашнего матча 7-го тура чемпионата Италии 2016/17 против «Лацио» (0:3).
27 ноября 2017 года назначен главным тренером «Сассуоло».
6 ноября 2018 года назначен главным тренером «Эмполи». 13 марта 2019 года отправлен в отставку через 2 дня после поражения «Эмполи» в гостевом матче 27-го тура чемпионата Италии 2018/19 против «Ромы» (1:2).
23 декабря 2019 года назначен главным тренером «Фиорентины». Контракт подписан до июня 2021 года. 9 ноября 2020 года, через 2 дня после матча 7-го тура Серии A 2020/21 «Парма» — «Фиорентина» (0:0), был смещён со своего поста в пользу назначения Чезаре Пранделли. 24 марта 2021 года вернулся в «Фиорентину» после добровольной отставки Пранделли.
23 ноября 2021 года назначен главным тренером выступающей в Серии B «Пармы». Контракт подписан до 30 июня 2023 года.